# Blasted Mechanism
I Blasted Mechanism sono un gruppo alternative portoghese noto per i suoi spettacoli teatrali dal vivo altamente coinvolgenti, con elaborati costumi probabilmente ispirati agli alieni che fanno da sfondo alla loro musica.

## Storia
La band è stata fondata nel 1995 da Karkov e Valdjiu. I futuri membri hanno aderito in seguito per formare la formazione attuale. Alla band piace affermare che "non sono stati creati, ma inventati", risaltando nella scena musicale portoghese con suoni e scenari decisamente diversi.
Ben presto divennero noto per le loro esibizioni audiovisive stravaganti preparando i musicisti con costumi da alieni e tribali. 
Nel corso degli anni, hanno sviluppato uno stile musicale unico che mescola rock, musica elettronica, reggae, dub e folk.

## Formazione
- Guitshu - voce
- Valdjiu - bambuleco
- Ary - basso
- Zymon - chitarra, tastiera
- Zyncron - batteria
- Winga - batteria, didgeridoo

## Discografia

### Album in studio
- 1999 - Plasma
- 2000 - Mix 00
- 2003 - Namaste
- 2005 - Avatara
- 2007 - Sound in Light
- 2009 - Mind at Large
- 2012 - Blasted Generation

### EP
- 1996 - Blasted Mechanism EP
- 1998 - Balayashi

### Singoli
- 2009 - Start to Move
- 2009 - Grab a Song

## Videografia
- 2004 - DVD Blasted Mechanism 1996-2004